# Штампфли, Вальтер
Вальтер Штампфли (нем. Walther Stampfli; 3 декабря 1884 года, Бюрен, кантон Золотурн, Швейцария — 11 октября 1965 года, Цюрих, Швейцария) — швейцарский политик, президент.

## Биография
Вальтер Штампфли изучал экономику и право в университетах Геттингена и Цюриха. В 1906 году в Цюрихе получил степень доктора экономических наук. Сначала он работал в сфере страхования, но в 1908 году стал редактором газеты "Олтенер Тагблатт", где работал до 1918 года. В 1912 году избран членом Кантонального совета Золотурна и был им до 1937 года. С 1931 года избирался также и в Национальный совет Швейцарии.
С 1918 по 1921 год Штампфли возглавлял департамент торговли кантона Золотурн. В 1929 году он был избран в правление Золотурнского кантонального банка, председателем которого он стал после избрания Хермана Обрехта в Федеральный совет в 1935 году. Сам Штампфли был избран в Федеральный совет в июле 1940 года на место того же Обрехта.
- 18 июля 1940 — 18 ноября 1947 — член Федерального совета Швейцарии.
- 1 августа 1940 — 31 декабря 1947 — начальник департамента (министр) экономики.
- 1 января — 31 декабря 1943 — вице-президент Швейцарии.
- 1 января — 31 декабря 1944 — президент Швейцарии.